# Església de Sant Jaume el Major (Brno)
L'Església de Sant Jaume el Major (en txec⁣: Kostel svatého Jakuba Staršího) és una església parroquial situada al centre històric de Brno, República Txeca. Representa un dels millors monuments de la ciutat i un bon exemple de l'arquitectura gòtica txeca.

## Història i descripció

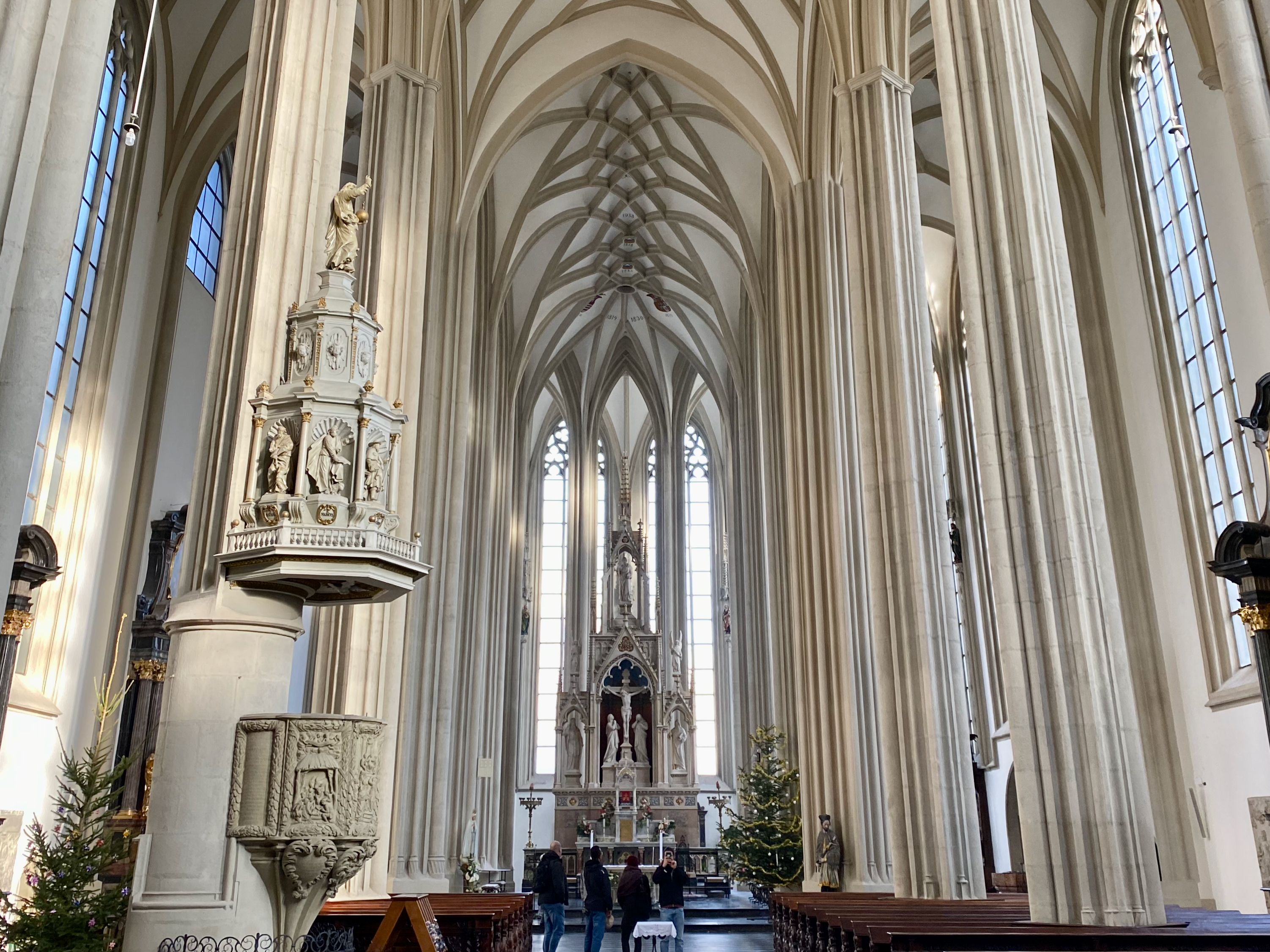
Interior

L'església va ser fundada l'any 1220 per als colons flamencs i alemanys que vivien en aquesta part de la ciutat des del segle XIII. Era un edifici romànic que entre el 1368 i el 1405 va veure construir al seu voltant unes capelles que van crear un únic conjunt urbà. La primera va ser la capella de Sant Maurici, construïda a partir de 1352, seguida de la del cos de Crist (1369), per les capelles de Santa Úrsula i de l'Assumpció de la Verge (1413), per l'anomenada Capella Nova (1428), per la capella de la Santíssima Trinitat (1463) i finalment la de Santa Dorotea, que es troba al cementiri (1465).
L'any 1446 es va iniciar la construcció de l'actual església en estil gòtic tardà. El lloc de construcció comença amb el cor de l'arquitecte Hans da Brno, que es completarà entre 1469 i 1473 en un estil influenciat pels exemples Parler de la catedral de Praga i la catedral de Viena. Van continuar la construcció del pedestal, de tres naus en forma de hallenkirche, sobre el qual va treballar el conegut arquitecte Anton Pilgram entre 1500 i 1511, cobert per voltes reticulades d'influències sueves.

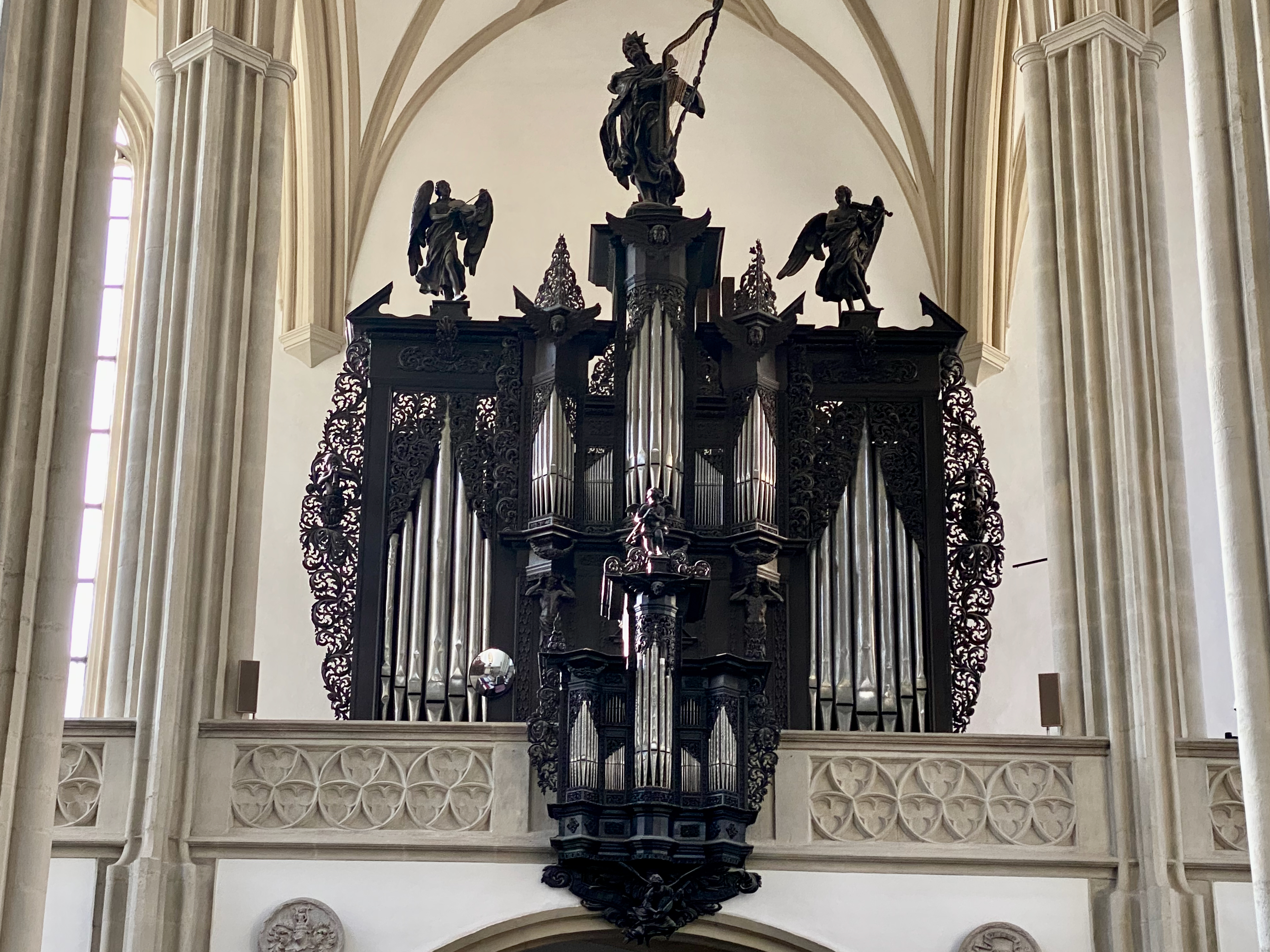
Orgue

L'any 1515 el presbiteri es va incendiar, les flames van provocar la caiguda del sostre i la consegüent destrucció dels altars. El nou altar major va ser consagrat l'any 1516. El sostre es va refer i es va acabar el 1530, mentre que les voltes van ser reconstruïdes per l'italià Pietro Gabri el 1570. El 1692 Jakub Rysak, que era un constructor d'orgues d'Opava, va lliurar nous orgues.
La construcció de la torre va començar l'any 1520 i l'any 1592 Antonio Gabri la va aixecar afegint-hi la part amb el rellotge. El campanar va ser acabat per Simón Tauch que va construir la coberta d'agulla renaixentista, que arriba als 92 metres d'alçada.
Durant la Guerra dels Trenta Anys l'església va romandre majoritàriament il·lesa, però entre 1750 i 1766 l'interior era barroc.
Entre 1871 i 1879 l'interior va tornar a les seves formes gòtiques originals recorrent també a algunes reconstruccions d'estil neogòtic recurrents a l'època, dissenyades per l'arquitecte vienès Heinrich von Ferstel.
S'hi conserva la tomba del mariscal de camp Jean-Louis Raduit de Souches (1608-83) que va alliberar la ciutat dels suecs el 1645.
L'any 1995 l'església va ser declarada monument cultural nacional.
A sota de l'església i a la plaça propera hi ha l' ossari de Brno.